# Ross 128 b
Ross 128 b è un esopianeta di tipo roccioso, in orbita attorno alla stella Ross 128, a circa 11 anni luce dal Sole, nella costellazione della Vergine.
È stato scoperto nel 2017, con il metodo delle velocità radiali, attraverso lo strumento HARPS dell'Osservatorio di La Silla, dell'ESO. La sua scoperta è stata annunciata nel novembre dello stesso anno.

## Caratteristiche
Studi preliminari sembrano suggerire che Ross 128 b possa essere un pianeta temperato, attorno ad una nana rossa non molto attiva e particolarmente vicina alla Terra (l'undicesima tra le stelle a noi più vicine). 
Ross 128 completa un'orbita attorno alla sua stella in circa 9 giorni e 19 ore, ad una distanza media inferiore a un ventesimo di unità astronomica. Con dimensioni leggermente superiori a quelle della Terra, potrebbe risultare temperato. Nello studio di Bonfils il pianeta risulta ricevere solo il 38% in più della radiazione che riceve la Terra dal Sole, e a seconda dell'albedo, stima una temperatura di equilibrio compresa tra 213 e 301 K. Meno ottimistico dal punto dell'abitabilità planetaria è lo studio del Planetary Habitabilty Laboratory dell'Università di Porto Rico ad Arecibo (UPRA), che pone il pianeta vicino al limite interno della zona abitabile, ricevendo mediamente il 47% in più di radiazioni che riceve la Terra dal Sole, con punte del 87% quando si trova al perielio, a causa della relativa eccentricità della sua orbita.
Ulteriori osservazioni spettroscopiche in luce infrarossa effettuate con l'indagine conoscitiva APOGEE (APO Galactic Evolution Experiment) dell'osservatorio di Apache Point hanno rivelato l'abbondanza di alcuni elementi chiave tra cui carbonio, ossigeno, magnesio e ferro. Il rapporto tra ferro e magnesio presenti indicherebbe che il nucleo di Ross 128 b sarebbe maggiore di quello terrestre. Inoltre stabilendo che la temperatura di superficie della stella ospite sarebbe intorno ai 3000 °C, combinando questo dato con il raggio del pianeta stimato (non misurabile direttamente a causa dell'orientamento dell'orbita intorno alla stella) e la distanza orbitale del pianeta i ricercatori hanno concluso che Ross 128 b avrebbe una temperatura di equilibrio di circa 21 °C (290° Kelvin).